# 올림픽 싱가포르 선수단
올림픽 싱가포르 선수단은 싱가포르를 대표하여 올림픽에 참가하는 선수단이다. 싱가포르는 1948년 하계 올림픽이 시작되기 불과 3개월 전에 해협 정착지로부터 별도의 영국 왕실 식민지로 설립된 1948년부터 올림픽 축하 행사에 선수들을 파견해 왔다. 싱가포르는 계속해서 팀을 파견했다. 1964년까지 싱가포르 대표단이 연합 팀을 파견한 말레이시아와 경쟁할 때까지 올림픽에 참가했다.
1965년 말레이시아로부터 싱가포르가 완전히 독립한 후, 싱가포르는 소련의 아프가니스탄 침공에 반대하는 미국 주도의 대규모 보이콧에 참여한 1980년을 제외하고는 모든 후속 하계 올림픽에 계속해서 참가했다.
싱가포르는 2018년 동계 올림픽에서 동계 올림픽 데뷔전을 치렀으며, 스피드 스케이팅 선수인 샤이엔 고(Cheyenne Goh)가 쇼트트랙 스피드 스케이팅 종목에 출전했다. 싱가포르 국가 올림픽 위원회(SNOC)는 싱가포르의 국가 올림픽 위원회이다.

## 대회별 메달 집계
- 빨간색 표시는 개최국임을 나타냄.